# 溫特維爾 (密西西比州)
溫特維爾（英語：Winterville）是位於美國密西西比州華盛頓縣的普查規定居民點。

## 歷史
溫特維爾的郵局自1885年營運至今。

## 人口
根據2020年美國人口普查的數據，溫特維爾的面積為6.63平方千米，皆為陸地。當地共有人口96人，而人口密度為每平方千米14.48人。